# Sławomir Łuczyński
Sławomir Łuczyński (ur. 9 listopada 1953 w Pabianicach) – polski rysownik, karykaturzysta i ilustrator. Należy do Stowarzyszenia Polskich Artystów Karykatury (SPAK), w którym pełnił funkcję skarbnika, a w kadencji 2011–2014 – wiceprezesa.

## Kariera artystyczna
Jego rysunki publikowane były m.in. przez „Szpilki”, „NIE”, „Twój Dobry Humor”, „Nad Wartą”, „Karuzelę”, „Angorę”, „Wprost”, „Przegląd Tygodniowy”, „Nowe Życie Pabianic”, Magazyn „Sezon”, „Obserwatora” (Londyn), „Głos Florydy”. Jest laureatem nagrody SPAK – „Eryk” 2002 za liczne nagrody zdobyte w konkursach zagranicznych i krajowych (m.in. Satyrykon w Legnicy). Jest pierwszym polskim karykaturzystą, który zdobył 100 nagród w konkursach. W 1997 wraz z Henrykiem Cebulą, Jackiem Frąckiewiczem i Andrzejem Legusem, powołał do życia nieformalną grupę twórczą „Czwórka Bez Sternika”, której wystawa miała miejsce w Muzeum Karykatury w 2002.
W 2012 Krzysztof Dumka zrealizował etiudę animowaną Moje podwórko opartą na pracach Łuczyńskiego.

## Rodzaj i styl twórczości
Rysunki Sławomira Łuczyńskiego cechują się charakterystycznym stylem: solidne warsztatowe rzemiosło służy rubasznemu, nieco czarnemu, a nawet makabrycznemu humorowi. Nierzadkie są motywy śmierci, starości i choroby, co nie od razu kojarzy się z satyrą. Łuczyński oswaja horror ostateczności i wyzwala śmiech. Innym gatunkiem uprawianym przez rysownika jest satyra obyczajowa, której celem jest polityka, mechanizmy władzy, codzienność małżeństwa, pijaństwo.

W nurcie rysunku Łuczyńskiego są też pozostające w pamięci prace przypominające obrazy surrealistów.

## Działalność opozycyjna
Sławomir Łuczyński w latach 1982–1983 był współpracownikiem podziemnego wydawnictwa „Pro Patria” w Pabianicach, autorem rysunków i linorytów wykonywanych na matrycach białkowych; drukarzem pism podziemnych „CDN”, „Metod”, „Trybuna”, ulotek i plakatów. W 1982 był współorganizatorem i uczestnikiem akcji ulotkowych w tramwajach na trasie Pabianice-Łódź i pociągach Sieradz-Łowicz, niszczenia plakatów WRON oraz współorganizatorem akcji umieszczenia na cmentarzu w Pabianicach flagi „S” i tabliczki upamiętniającej ofiary stanu wojennego. W 1983 zorganizował przemyt aparatu fotograficznego do Zakładu Karnego w Hrubieszowie, którym Zbigniew Libera zrobił zdjęcia więźniów na spacerniaku, udających pobyt na plaży.

## Wystawy i publikacje
Największą kolekcję prac Łuczyńskiego ma w swoich zbiorach Muzeum Historii Nowoczesnej (Musée d’Histoire contemporaine) w Paryżu. Prace Łuczyńskiego prezentowane były na kilkuset wystawach zbiorowych i ponad 130 indywidualnych, m.in. Satyra Sławomira Łuczyńskiego, Galeria Twórców Galera, 27 czerwca 2009, Muzeum Ziemi Lubuskiej, Zielona Góra.
Jego rysunki znajdują się w wielu publikacjach książkowych:
- Będę szczery, 1983 (publikacja bezdebitowa)
- Uwaga, Świeżo przemalowany, 1991, ISBN 83-900394-0-0.
- Karykaturzyści polscy
- Polska karykatura portretowa
- Panorama literatury polskiej XX wieku, wyd. Amman Zurych
- Śmiech na trudne czasy
- Satyra konspira
- Wyciąg ze zsypu
- Zwykłe zadupie, 2008
- Różowa seria, 2009
- Rysunki na poziomie, 2010
- Miszmasz, 2013

## Odznaczenia i nagrody
Za działalność artystyczną i opozycyjną S. Łuczyński został wyróżniony:
- Krzyżem Wolności i Solidarności przez prezydenta Andrzeja Dudę (23 czerwca 2017)[9]
- odznaką „Zasłużony dla Kultury Polskiej” (2014)[10][11]
- przez SPAK małym (2002) i dużym „Erykiem” (2003)[12]
- odznaką Zasłużony Działacz Kultury (2001)[4].
- medalem łódzkiej „Solidarności” „O Niepodległość Polski i Prawa Człowieka 13 XII 1981 – 4 VI 1989” (2001)[7]
- wyróżnieniem Ruchu „Piękniejsza Polska” pod patronatem Ministra Kultury i Dziedzictwa Narodowego (2013)[13][10][14]